# Massacre de Dachau

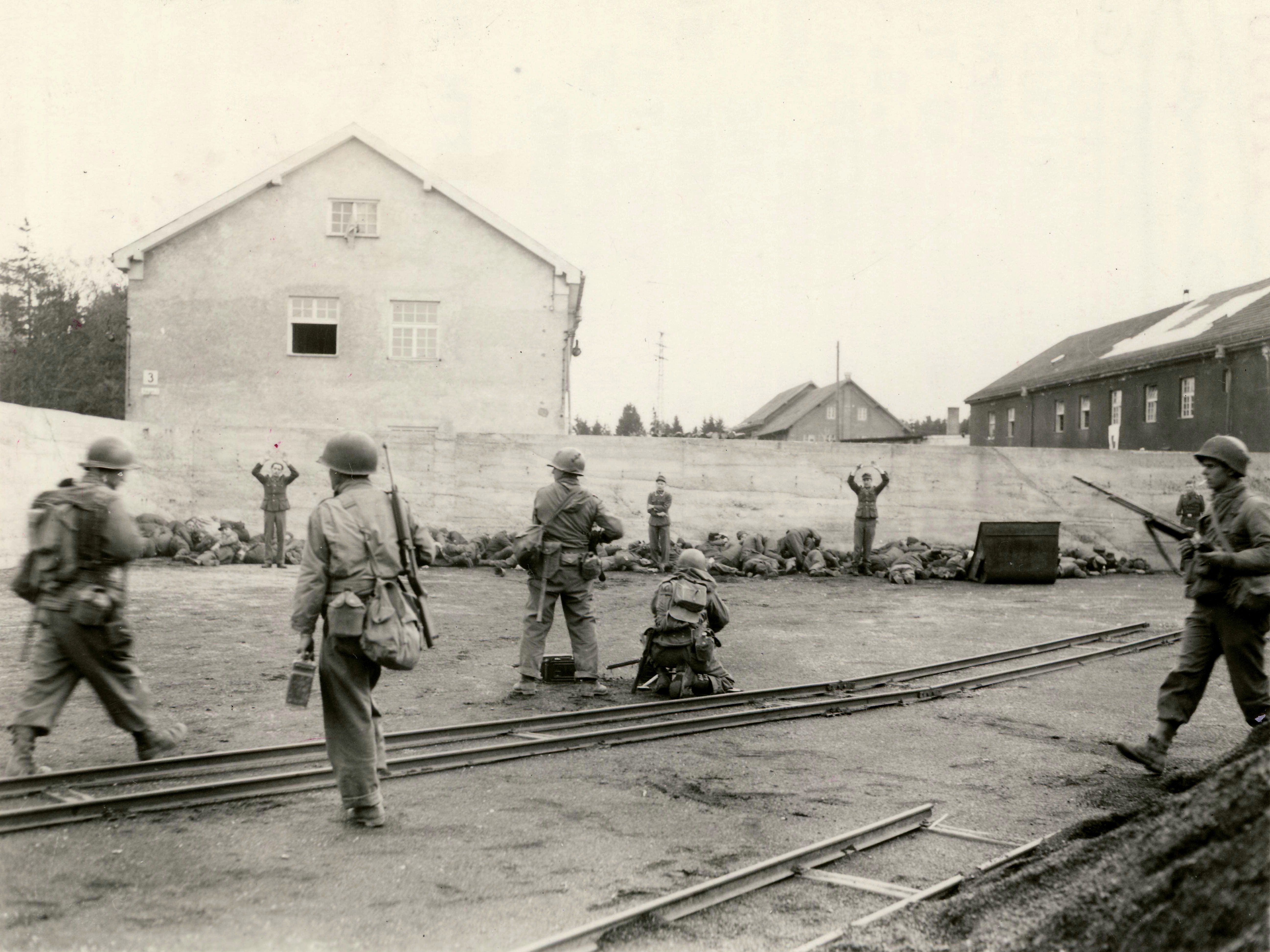
Suposta execução de soldados da SS por tropas estadunidenses na área de Dachau durante a sua libertação, em 29 de Abril de 1945 (fotografia de
exército dos Estados Unidos).

O Massacre de soldados da SS em Dachau aconteceu no dia 29 de Abril de 1945 quando o exército estadunidense entrou no campo de concentração de Dachau. Nesse mesmo dia teve lugar a execução em massa de 346 soldados desarmados da tropa de elite Waffen-SS às mãos de militares do 3º Batalhão do 157º regimento de infantaria da 45ª Divisão do sétimo exército dos Estados Unidos da América.
No seu livro "Surrender of the Dachau Concentration Camp 29 April 1945" o Coronel John H. Linden informa que os soldados SS encontravam-se ali acantonados devido à existência de um hospital no interior do campo de concentração, já que na sua maioria estes soldados haviam sido feridos em combate.
Linden diz que a execução dos soldados foi filmada, embora tal registo tenha desaparecido e apenas restem algumas imagens fotográficas do ocorrido. De acordo com Linden as execuções tiveram lugar por volta do meio-dia, porém, o Coronel Howard A. Buechner, um Oficial médico, alega que ocorreu outro massacre pelas 2:45 da manhã, às ordens do Tenente Jack Bushyhead. 
Este massacre apenas foi publicamente conhecido 60 anos após a sua ocorrência, sem que nenhum dos militares estadunidenses tenha sido conduzido a um tribunal pela flagrante violação da Convenção de Genebra.